# Zakřivený prostor
Zakřivený prostor je prostor, který má nenulovou křivost. Jeho opakem je „plochý prostor“, jehož křivost je nulová, a který popisuje Eukleidovská geometrie. Zakřivené prostory lze obecně popsat Riemannovou geometrií, a některé jednoduché případy mohou být popsány jinými způsoby. Zakřivené prostory hrají zásadní roli v obecné teorii relativity, podle které gravitace způsobuje zakřivení časoprostoru. Friedmannova–Lemaîtreova–Robertsonova–Walkerova metrika je metrikou zakřiveného prostoročasu, která je základem popisu rozpínání vesmíru a tvaru vesmíru.

## Jednoduchý dvourozměrný příklad
Nejznámějším příkladem zakřiveného prostoru je povrch koule. Přestože obvykle považujeme povrch koule za trojrozměrný, pokud nějaký objekt musí ležet na povrchu koule, existují pouze dva rozměry, v nichž se může pohybovat. Povrch koule lze úplně popsat pomocí dvou rozměrů, protože bez ohledu na to, jak nerovný se může povrch zdát, stále je to pouze povrch, který je dvourozměrnou vnější hranicí tělesa. Dokonce povrch Země, který je fraktální svou složitostí, je stále jen dvourozměrnou hranicí tělesa.

## Vnoření

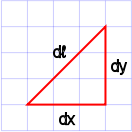
V plochém prostoru je součet čtverců nad odvěsnami pravoúhlého trojúhelníka roven čtverci nad přeponou. Tento vztah v zakřivených prostorech neplatí.

Jednou z definujících charakteristik zakřiveného prostoru je, že v něm neplatí Pythagorova věta, tj.
{\displaystyle \mathrm {d} x^{2}+\mathrm {d} y^{2}\neq \mathrm {d} l^{2}}.
Platnost Pythagorovy věty lze obnovit použitím dodatečných rozměrů při popisu prostoru.
Předpokládejme, že máme trojrozměrný neeukleidovský prostor se souřadnicemi {\displaystyle \left(x',y',z'\right)}. Protože není plochý
{\displaystyle \mathrm {d} x'^{2}+\mathrm {d} y'^{2}+\mathrm {d} z'^{2}\neq \mathrm {d} l'^{2}\,}.
Pokud tento trojrozměrný prostor popíšeme čtyřmi rozměry ({\displaystyle x,y,z,w}), můžeme zvolit takové souřadnice, že
{\displaystyle \mathrm {d} x^{2}+\mathrm {d} y^{2}+\mathrm {d} z^{2}+\mathrm {d} w^{2}=\mathrm {d} l^{2}\,}.
Přitom souřadnice {\displaystyle x} není stejná jako souřadnice {\displaystyle x'}.
Aby volba čtyřrozměrných souřadnic byla platným popisem původního trojrozměrného prostoru, musí mít stejný počet stupňů volnosti. Protože čtyři souřadnice mají čtyři stupně volnosti, musí na ně být kladeno nějaké omezení. Můžeme zvolit takové omezení, aby v novém čtyřrozměrném prostoru platila Pythagorova věta, tj.
{\displaystyle x^{2}+y^{2}+z^{2}+w^{2}={\textrm {konstanta}}\,}.
Tato konstanta může být kladná nebo záporná. Je výhodné zvolit konstantu rovnou
{\displaystyle \kappa ^{-1}R^{2}}, kde {\displaystyle R^{2}\,} je nyní kladné a {\displaystyle \kappa \equiv \pm 1}.
Toto omezení můžeme nyní použít pro odstranění umělé čtvrté souřadnice {\displaystyle w}. Diferenciál omezující rovnice je
{\displaystyle x\mathrm {d} x+y\mathrm {d} y+z\mathrm {d} z+w\mathrm {d} w=0}, z čehož plyne {\displaystyle \mathrm {d} w=-w^{-1}(x\mathrm {d} x+y\mathrm {d} y+z\mathrm {d} z)\,}.
Dosazením {\displaystyle \mathrm {d} w} do původní rovnice dostáváme
{\displaystyle \mathrm {d} l^{2}=\mathrm {d} x^{2}+\mathrm {d} y^{2}+\mathrm {d} z^{2}+{\frac {(x\mathrm {d} x+y\mathrm {d} y+z\mathrm {d} z)^{2}}{\kappa ^{-1}R^{2}-x^{2}-y^{2}-z^{2}}}}.
Tento tvar není nijak zvlášť přitažlivý a proto se obvykle používá transformace souřadnic: {\displaystyle x=r\sin \theta \cos \phi }, {\displaystyle y=r\sin \theta \sin \phi }, {\displaystyle z=r\cos \theta }. S touto transformací souřadnic
{\displaystyle \mathrm {d} l^{2}={\frac {\mathrm {d} r^{2}}{1-\kappa {\frac {r^{2}}{R^{2}}}}}+r^{2}\mathrm {d} \theta ^{2}+r^{2}\sin ^{2}\theta \mathrm {d} \phi ^{2}}.

## Bez vnoření
Geometrii n-rozměrného prostoru je možné také popsat Riemannovou geometrií. Izotropní a homogenní prostor lze popsat metrikou
{\displaystyle \mathrm {d} l^{2}=e^{-\lambda (r)}{\mathrm {d} r^{2}}+r^{2}\mathrm {d} \theta ^{2}+r^{2}\sin ^{2}\theta \mathrm {d} \phi ^{2}\,}.
Pro {\displaystyle \lambda =0} dostáváme Eukleidovský prostor. Ale o prostoru můžeme říct, že je „plochý“, když Weylův tenzor má všechny složky nulové. V trojrozměrném prostoru je tato podmínka splněna, pokud Ricciho tenzor ({\displaystyle R_{ab}}) je roven metrice znásobené Ricciho skalárem ({\displaystyle R}, nezaměňovat s R v předchozí části). Tj. {\displaystyle R_{ab}=g_{ab}R}. Výpočet těchto složek z metriky dává
{\displaystyle \lambda =-{\frac {1}{2}}\ln \left(1-kr^{2}\right)} kde {\displaystyle k\equiv {\frac {R}{2}}}.
Výsledkem je metrika
{\displaystyle \mathrm {d} l^{2}={\frac {\mathrm {d} r^{2}}{1-k{r^{2}}}}+r^{2}\mathrm {d} \theta ^{2}+r^{2}\sin ^{2}\theta \mathrm {d} \phi ^{2},}
kde {\displaystyle k} může být nulové, kladné nebo záporné a není omezeno na ±1.

## Otevřený, plochý, uzavřený
Izotropní a homogenní prostor lze popsat metrikou
{\displaystyle \mathrm {d} l^{2}={\frac {\mathrm {d} r^{2}}{1-\kappa {\frac {r^{2}}{R^{2}}}}}+r^{2}\mathrm {d} \theta ^{2}+r^{2}\sin ^{2}\theta \mathrm {d} \phi ^{2}}.
V limitním případě, když konstanta křivosti ({\displaystyle R}) roste nade všechny meze, dostáváme plochý Eukleidovský prostor. V zásadě je to totéž, jako když {\displaystyle \kappa } je nulové. Pokud {\displaystyle \kappa } není nulové, prostor není Eukleidovský. Pokud {\displaystyle \kappa =+1}, řekneme, že prostor je uzavřený nebo eliptický. Pokud {\displaystyle \kappa =-1}, řekneme, že prostor je otevřený nebo hyperbolický.
Součet vnitřních úhlů trojúhelníku, který leží na povrchu otevřeného prostoru, bude menší než 180°. Součet vnitřních úhlů trojúhelníku, který leží na povrchu uzavřeného prostoru, bude větší než 180°. Také objem koule nebude roven {\displaystyle (4/3)\pi r^{3}}.